# Ida Sargent
Ida Sargent (Newport, 25 gennaio 1988) è un'ex fondista statunitense.

## Biografia
Ha esordito in Coppa del Mondo il 21 dicembre 2010 a Gällivare (13ª) e ai Campionati mondiali a Oslo 2011, dove è stata 51ª nella 10 km e 45ª nella sprint. Alla successiva rassegna iridata di Val di Fiemme 2013 si è classificata 25ª nella 30 km, 38ª nello skiathlon e 33ª nella sprint, mentre ai XXII Giochi olimpici invernali di Soči 2014, suo debutto olimpico, si è piazzata 34ª nella 10 km e 19ª nella sprint.
29ª nella sprint ai Mondiali di Falun 2015, ha colto il primo podio in Coppa del Mondo il 3 febbraio 2017 a Pyeongchang Alpensia (3ª); ai successivi Mondiali di Lahti 2017 si è classificata 43ª nella 10 km e 24ª nella sprint. Ai XXIII Giochi olimpici invernali di Pyeongchang 2018 si è classificata 33ª nella sprint.

## Palmarès

### Coppa del Mondo
- Miglior piazzamento in classifica generale: 39ª nel 2013
- 3 podi (1 individuale, 2 a squadre):
  - 3 terzi posti